# Dave Pelzer
Pour les articles homonymes, voir Pelzer.
Œuvres principales
- Le moins que rien

David James (Dave) Pelzer est un écrivain américain né le 29 décembre 1960 à Daly City, en Californie (États-Unis)  connu pour son autobiographie traitant de la maltraitance infantile Le moins que rien. Son frère Richard confirme dans sa propre autobiographie les sévices qu'ils ont subis, Dave puis lui, tandis que leur grand frère Scott les accuse tous deux d'affabulation.

## Biographie
David est le fils de Stephen Joseph Pelzer (1923-1980), pompier de San Francisco d'origine autrichienne, et de Catherine Roerva Christen Pelzer (1929-1992).
David est né à San Francisco (Californie), troisième garçon après Ross et Scott. Il a écrit dans son livre qu'il était un enfant continuellement abusé, maltraité et battu par sa mère, qui prenait ça comme un jeu. Il y explique comment sa mère l'affamait, en le forçant à vomir pour vérifier qu'il n'avait rien absorbé sans sa permission, le forçait à boire de l'ammoniaque, l'a poignardé dans le ventre, a essayé de le faire s'allonger nu sur une cuisinière, etc. 
Son jeune frère, Richard B. Pelzer, confirme, dans son propre livre A Brother's Journey (Pour ma mère, je n'étais rien : Survivre à la maltraitance), les sévices subis par David.
Les professeurs de David sont intervenus le 5 mars 1973 ; il avait alors 12 ans et a été placé en famille d'accueil. 
Ses autres frères (4, à cette époque) sont restés sous la coupe de leur mère qui, une fois David parti, a pris Richard comme nouvelle tête de Turc.
En 1979, David a 19 ans et rejoint l'US Air Force, l'Armée de l'Air des États-Unis.

## Controverse
Une violente dispute a éclaté entre David et Richard Pelzer d'une part, et leur frère Scott et leur grand-mère d'autre part, concernant l'éthique de Dave. Des questions ont été soulevées concernant la représentation "unilatérale" de son enfance.
Scott assure que sa mère n'a jamais maltraité Dave, qu'il était même un enfant gâté, et que l'incident du couteau n'était qu'une égratignure sans effusion de sang, alors que Dave affirme avoir été poignardé dans le ventre par sa mère. Richard, qui était présent ce jour-là, témoigne en faveur de Dave dans son propre livre A Brother's Journey.
Pour justifier son départ en famille d'accueil, Scott ajoute que son frère a été pris en flagrant délit de vol à l'étalage et qu'il a essayé d'allumer un incendie. Il soutient également que l'US Air Force ne veut plus de lui, et l'a réformé pour raisons psychologiques. David a réfuté ses accusations en apportant pour preuve un formulaire du Département des Anciens Combattants qui démontre qu'il a reçu une démobilisation honorable.
Pour justifier les accusations de son frère, David dit simplement "Scott est à demi-attardé".
Ruth Cole, sa grand-mère maternelle, décrit elle aussi Dave comme un enfant perturbateur, et dément elle aussi les accusations de maltraitance, allant jusqu'à dire que ses livres devraient se trouver dans la section Science-fiction

## Travail
David Pelzer a écrit plusieurs livres : Un enfant appelé chose

### Mémoires
- Le moins que rien ("A child called it", 1995)  (ISBN 2290324353)
- L'ado perdu ("The lost boy", 1997)  (ISBN 2709623471)
- A Man Named Dave (non traduit en français)
- My Story (2002) (non traduit en français), Compilation de la trilogie A Child Called It, The Lost Boy, et A Man Named Dave
- The Privilege of Youth (2004) (non traduit en français)

### Auto-assistance
- Help Yourself (2001) (littéralement : Aide toi toi-même)
- Help Yourself for Teens (2005) (littéralement : Aide toi toi-même pour Adolescents)

## Récompenses
- JC Penney Golden Rule Award (1990)

- California Volunteer of the Year (1991)

- Ten Outstanding Young Americans (1993)

- Ten Outstanding Young Persons of the World (1994)

- National Jefferson Award (2005)[4]